# Villa Markttorstraße 9

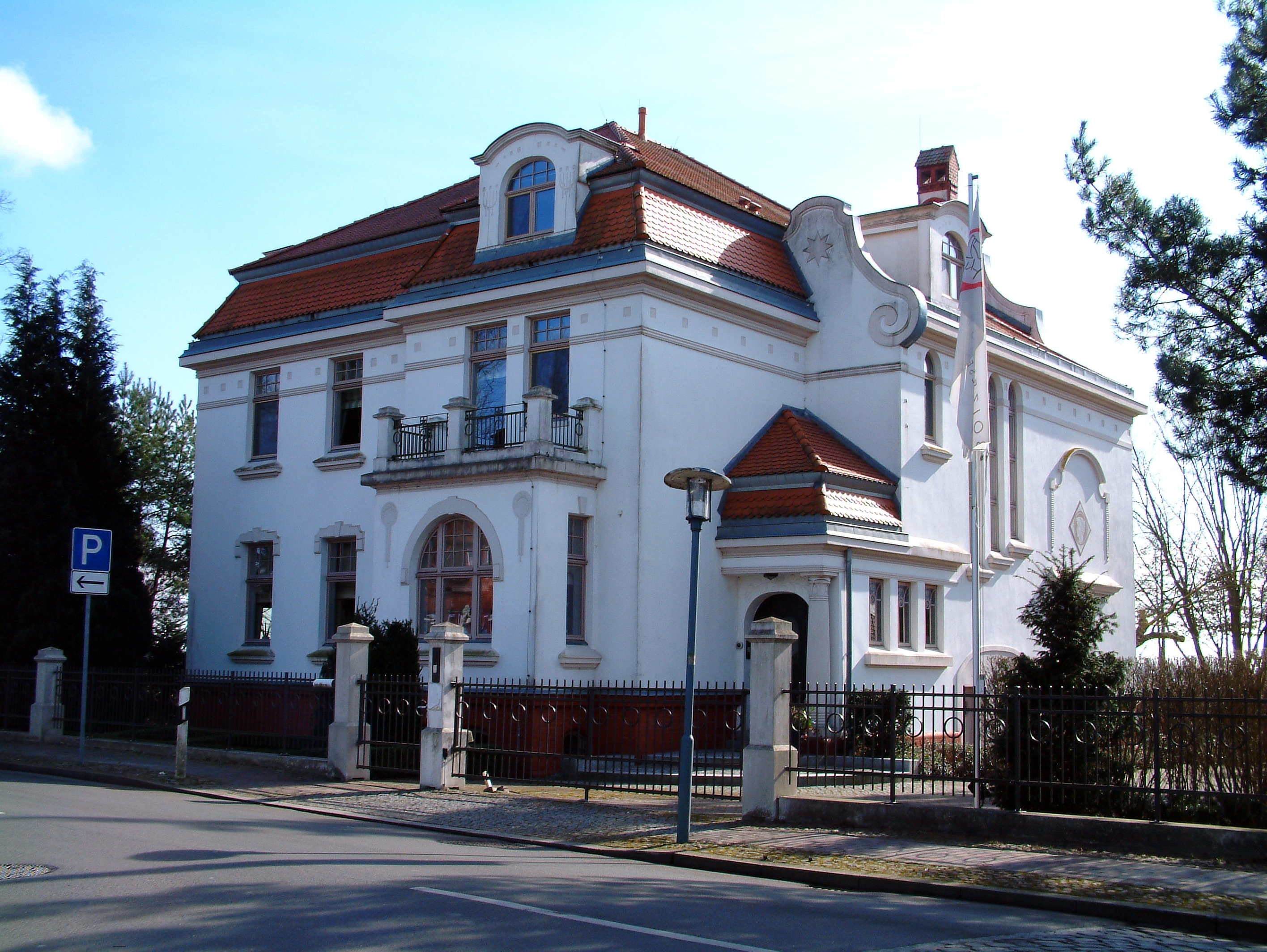
Nord- und Westseite

Die Villa Markttorstraße 9, auch genannt Villma, Villa Hinselmann, Villa Krey, in Boizenburg/Elbe (Mecklenburg-Vorpommern) wurde 1907 außerhalb des Wallrings erbaut und wird heute (2021) als Hotel genutzt. Das Gebäude und seine Einfriedung stehen unter Denkmalschutz.

## Geschichte

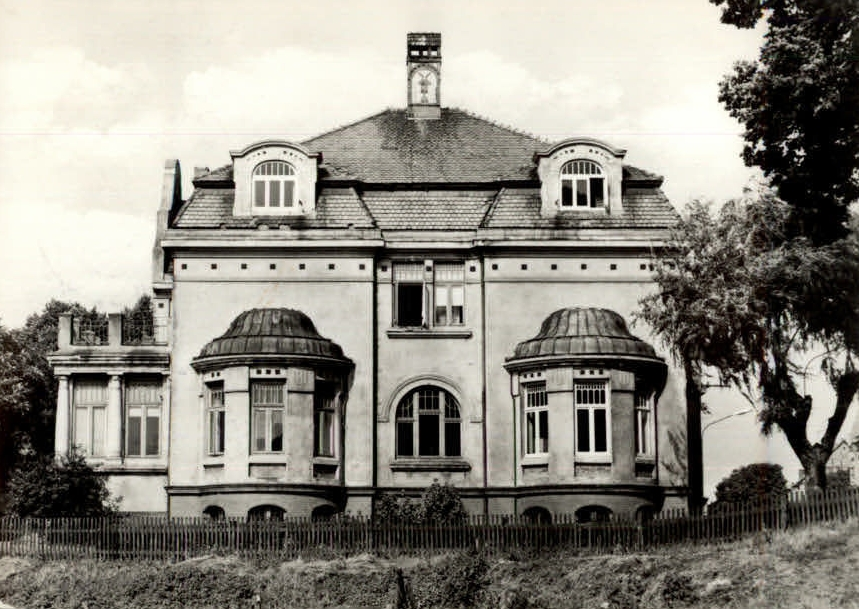
Ostseite

Die zweigeschossige verputzte Villa wurde für den Wassermühlenbesitzer Ludwig Hinselmann (1850–1926) gebaut. Das Haus hat ein Mansarddach, markante Risalite an der Seite und der Rückfront, fünf differenzierte Erker, eine südliche Freitreppe und ein stuckgerahmtes Reliefbildnis; die Architektur zeigt Einflüsse des Neobarock und des Jugendstils. Am Schornstein ist ein Mühlensymbol angebracht. 1903 hatte Ludwig Hinselmann an der Außenmühle ein Turbinenhaus mit Generator als erstes Boizenburger Elektrizitätswerk gebaut. 1920 übernahm sein Schwiegersohn Johannes Krey die Villa. Sie war später im Eigentum des Unternehmens Boizenburger Fliesen GmbH und wurde als Haus für dessen Gäste genutzt.
Das Haus wurde in den 1990er/2000er Jahren saniert und zu einem kleinen Hotel umgebaut.